# Лейн, Нэнси
Нэнси Лейн (англ. Nancy Lane, ур. Джонс (англ. Jones); род. в 1971 году) — австралийская шахматистка, международный мастер среди женщин.

## Биография
Родился в семье шахматистов — ее отец Брайан Джонс (род. 1947) и брат Ли Джонс (род. 1973) были мастерами ФИДЕ. Вышла замуж за Гэри Лэйна (род. 1964), который также является международным мастером.
В 1992 году окончила Университет Западного Сиднея со степенью бакалавра. Работала менеджером по продажам.
В 2015 году в отборочном зональном турнире Океании заняла второе место, а после отказа победительницы турнира участвовать в женском чемпионате мира, получила право занять вакантное место. В 2017 году в Тегеране дебютировала на чемпионате мира по шахматам среди женщин, где в первом туре проиграла Цзюй Вэньцзюнь.